# Ramon Casas
Ramón Casas i Carbó (Barcellona, 4 gennaio 1866 – Barcellona, 29 febbraio 1932) è stato un pittore caricaturista spagnolo, famoso per i suoi ritratti e caricature della buona società di Barcellona, Madrid e Parigi. Divenne famoso anche per i suoi quadri sulle rivolte sociali. Fu anche disegnatore grafico e cartellonista pubblicitario, mezzi con cui diffuse il movimento modernista.

## Biografia
Ramón Casas era figlio di una famiglia benestante, dato che il padre aveva fatto fortuna a Cuba e la madre proveniva da una ricca famiglia. Rivelò presto la sua inclinazione per l'arte e, ancora adolescente, nel 1881 si recò a Parigi dove frequentò l'Accademia Carolus Duran e la Accademia Gervex. L'anno dopo espose alcuni lavori a Barcellona, ma fu nel 1883 che un suo autoritratto esposto a Parigi gli valse l'invito come membro del salone della Société des Artistes Français.
Negli anni seguenti dipinse e viaggiò molto, soprattutto a Parigi, stringendo amicizia con Eugène Carrière, Ignacio Zuloaga e Santiago Rusiñol. Con quest'ultimo collaborò illustrando alcune sue pubblicazioni e a Parigi esposero alla Sala Parés nel 1890 insieme allo scultore Enric Clarasó. Questi lavori ancora accademici risentivano già delle prime esperienze degli impressionisti francesi annunciando quello che sarebbe poi stato definito modernismo.
Tornato in Spagna si stabilì a Barcellona dove nel frattempo le avanguardie influenzate da Parigi acquisivano una loro autonomia specificatamente catalana. Il loro centro di aggregazione era il bar Els Quatre Gats. Mentre Ramón Casas si stava già affermando come pittore, nel 1899, fece una personale alla Sala Parés, si dedicò anche alla grafica realizzando manifesti pubblicitari per alcune aziende nello stile art noveau precursore del Modernismo. Strinse amicizia con il pittore Aureliano de Beruete. Partecipò alla Esposizione universale di Parigi del 1900, a Monaco ebbe un riconoscimento, espose a Buenos Aires e a Barcellona dal 1902 suoi quadri furono permanentemente esposti al Círcolo del Liceo, club esclusivo associato al teatro dell'opera della città.
Nel 1904 il suo quadro La carica che illustra la carica di un Guardia Civil a cavallo contro un dimostrante indifeso, guadagna il primo premio alla Esposizione Generale di Madrid.
Nello stesso anno realizza nella capitale una serie di caricature di personaggi della buona società madrilena come Joaquín Sorolla  e Agustín Quero, scultore ufficiale del governo spagnolo. Nello studio di quest'ultimo realizzò il ritratto equestre del re Alfonso XIII che poi fu acquistato dal collezionista nordamericano Charles Deering. Con quest'ultimo viaggia per tutta la Catalogna nel 1908. Successivamente si reca a Cuba e negli Stati Uniti dove dipinge una dozzina di ritratti ed esegue una trentina di disegni al carboncino per gli amici e i soci di Deering. Tornato a Barcellona dona al Museo della città 200 disegni al carboncino precedentemente esposti alla galleria Fayanç Català.
Prima dello scoppio della prima guerra mondiale viaggiò molto visitando le capitali europee dove fece importanti esposizioni. Nel 1913 comprò una torre nel quartiere di Sant Gervasi a Barcellona dove fissò la sua residenza. A Barcellona nei suoi anni migliori si affermò come ritrattista e anche come paesaggista. Nel 1922 sposò la sua modella Júlia Peraire, di 22 più giovane. 
Muore il 29 febbraio 1932, un anno dopo il suo amico Santiago Rusiñol, ma ormai era considerato un personaggio più del passato che del presente.
Fu sepolto nel cimitero di Montjuïc di Barcellona.

## Galleria d'immagini
Fotografia del pittore
- Retrato de las señoritas N.N. (1890)
- Interior al aire libre (1892)
- Prima del bagno (1894)
- Flors desfullades (1984)
- Casas y Romeu en tándem (1897)
- Jove decadent (1899)
- La carica (1899)
- Joven con pañuelo azul (1903)

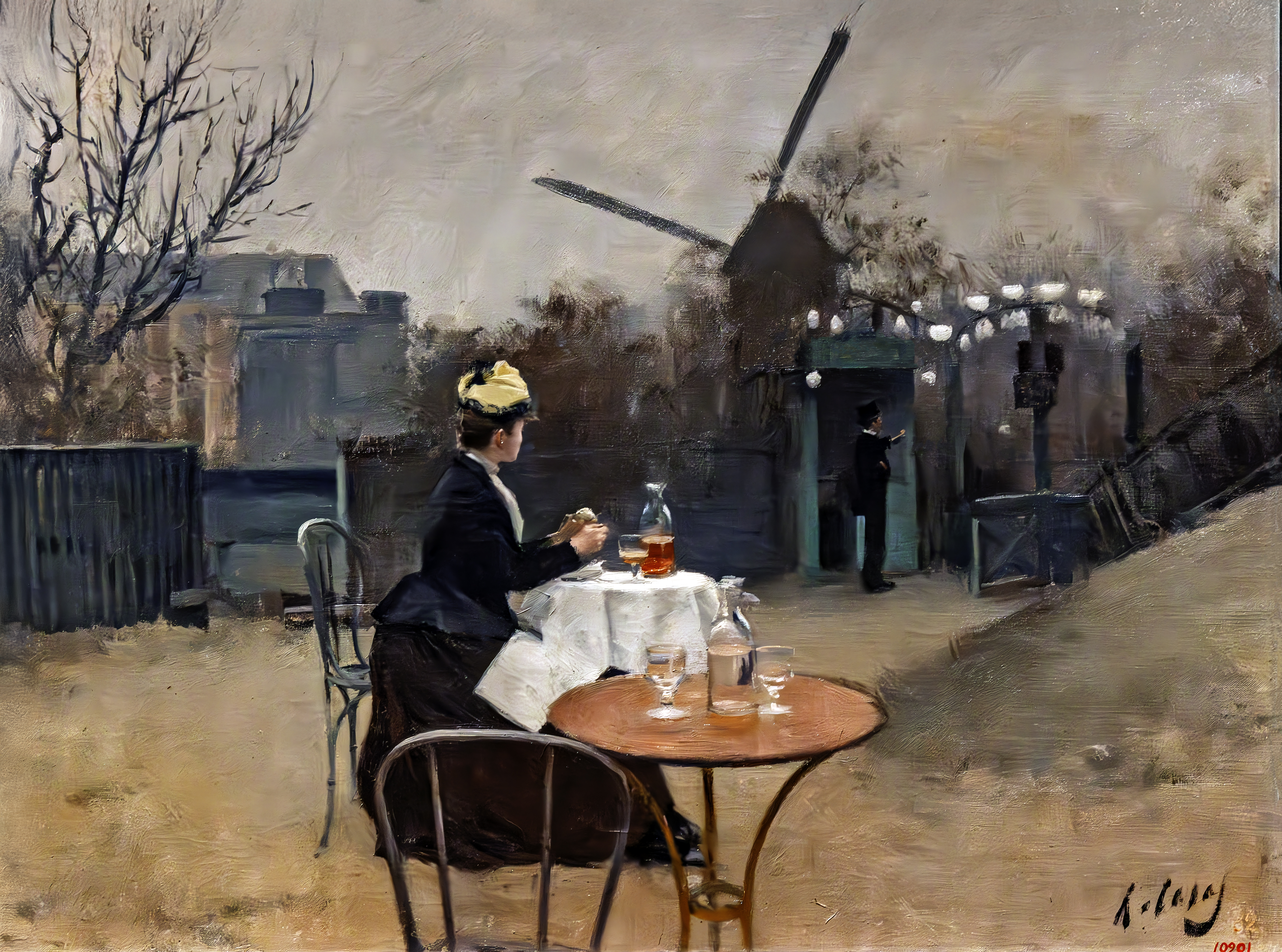
Plein Air
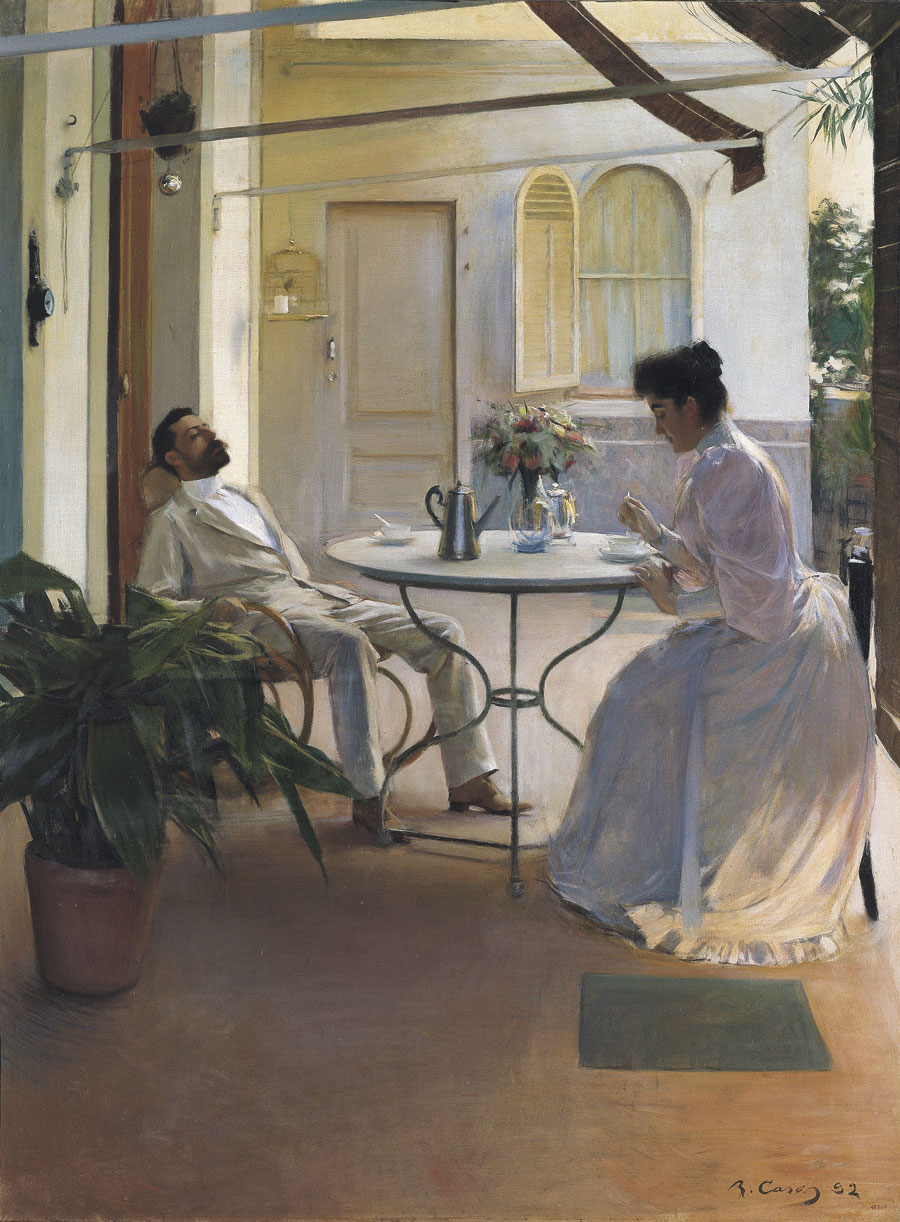
Interior a l'aire lliure
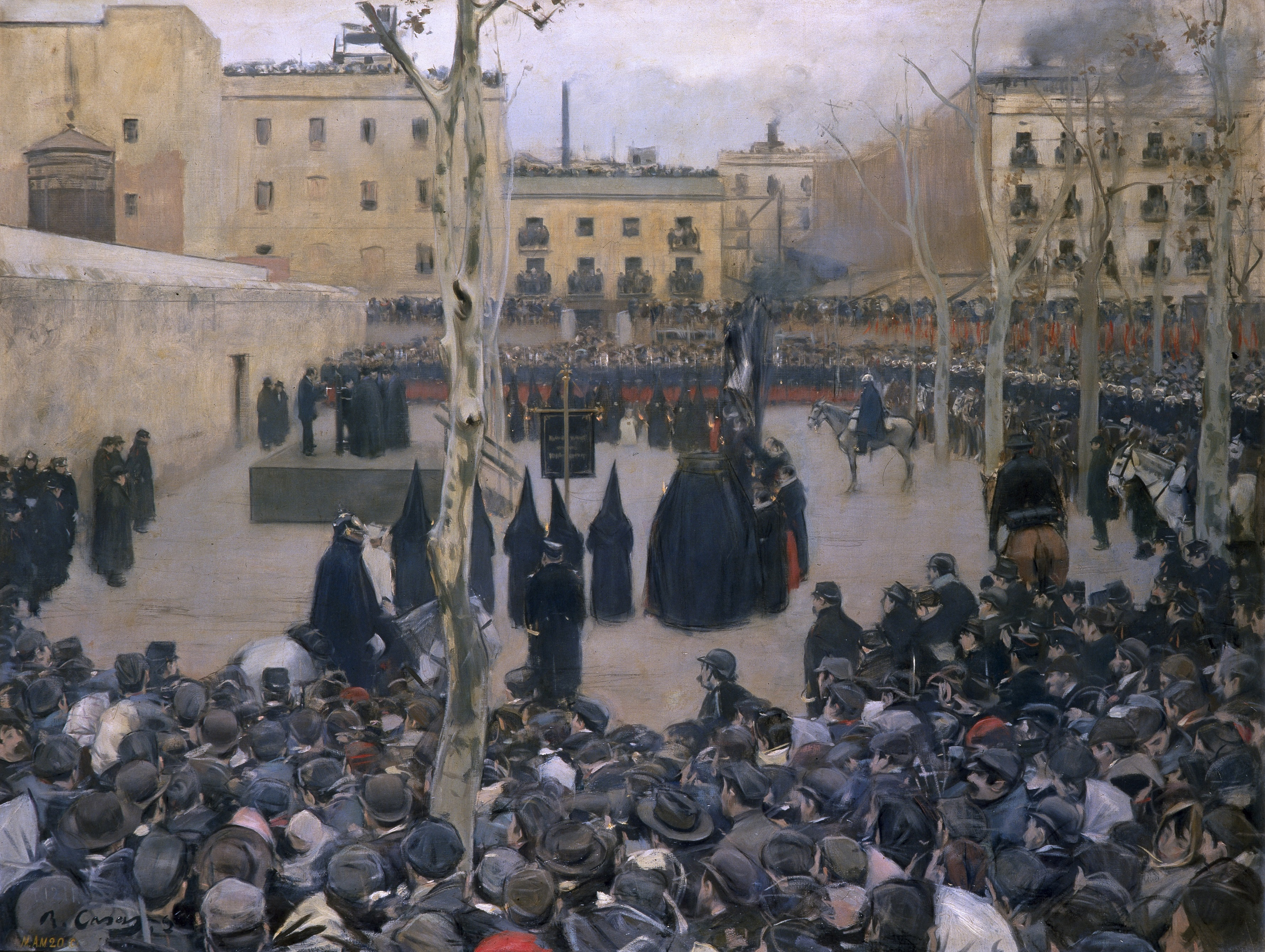
Garrot vil
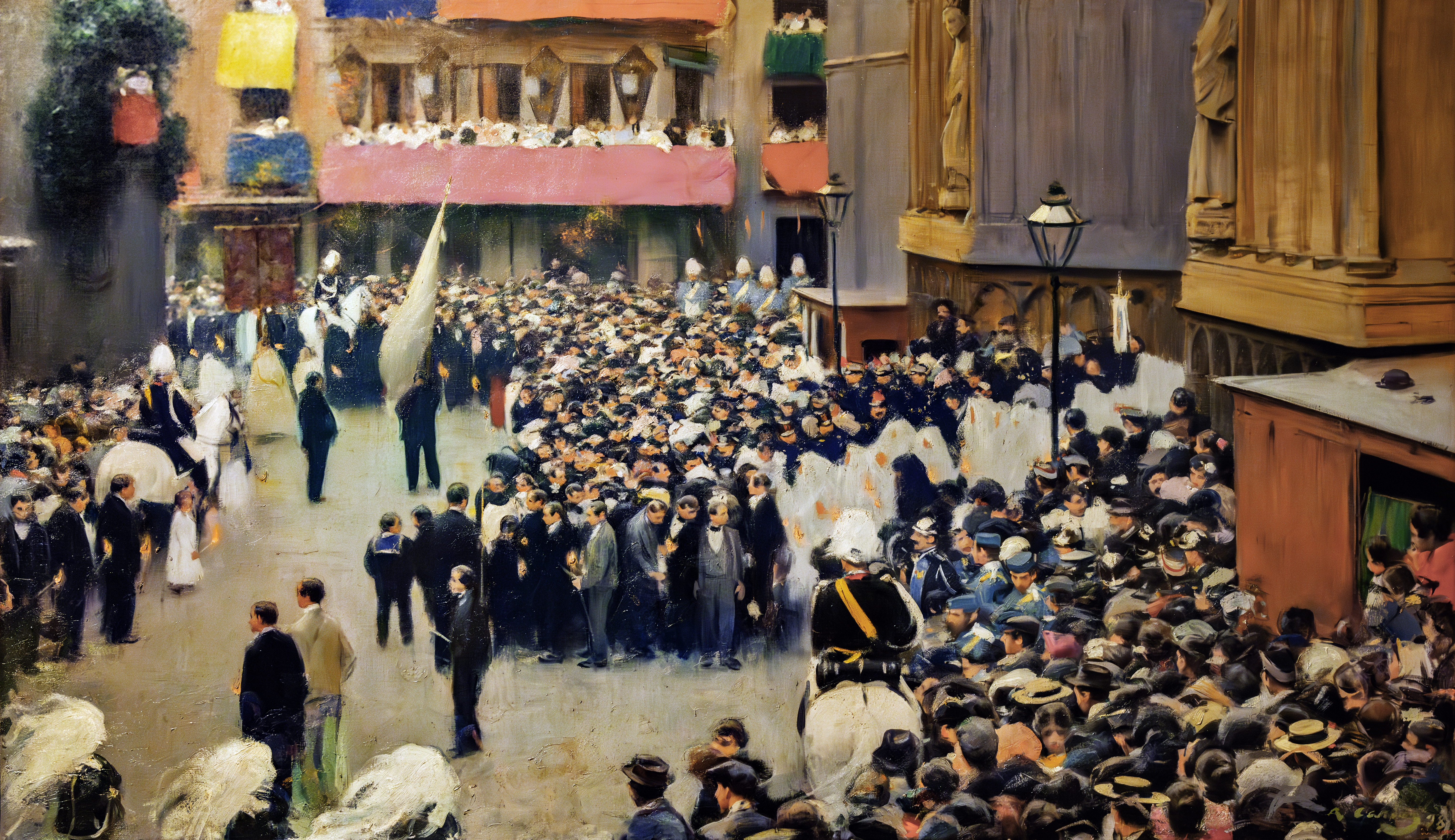
Sortida de la processó del Corpus de l'església de Santa Maria
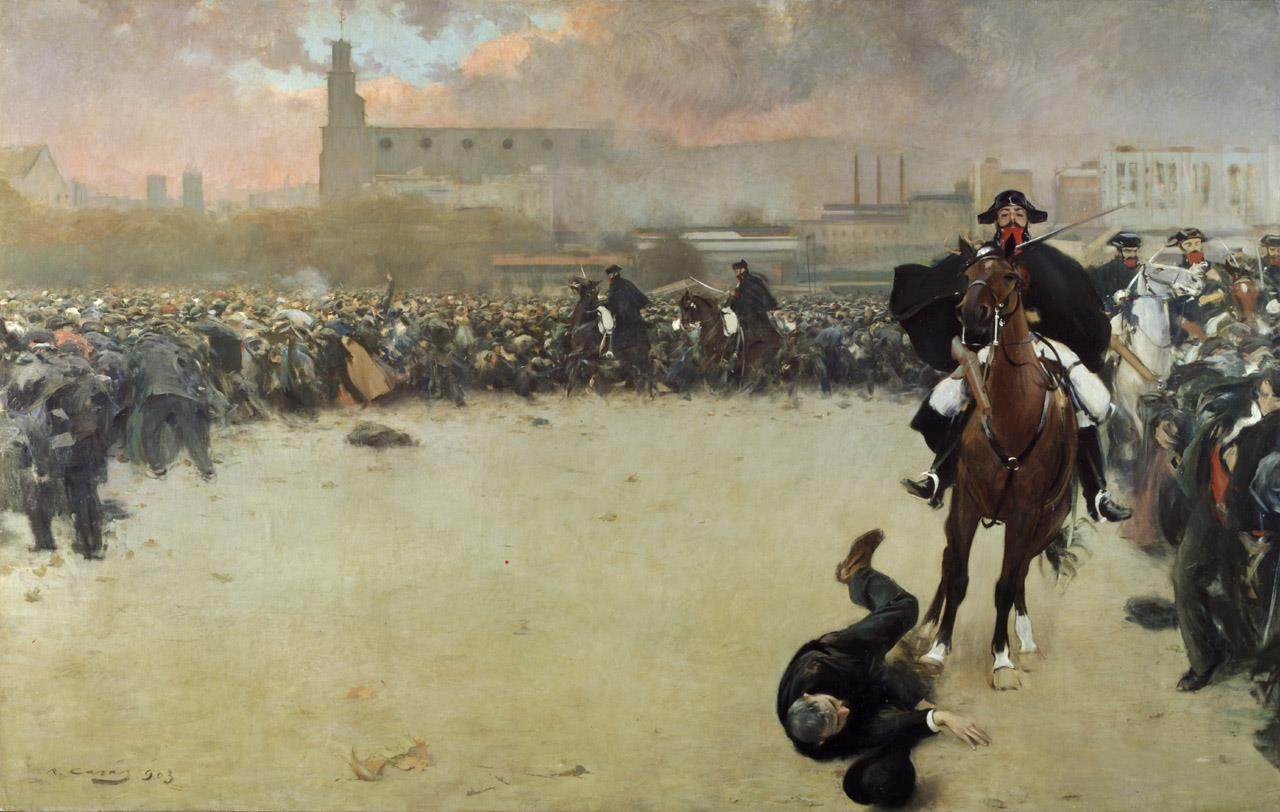
La carica
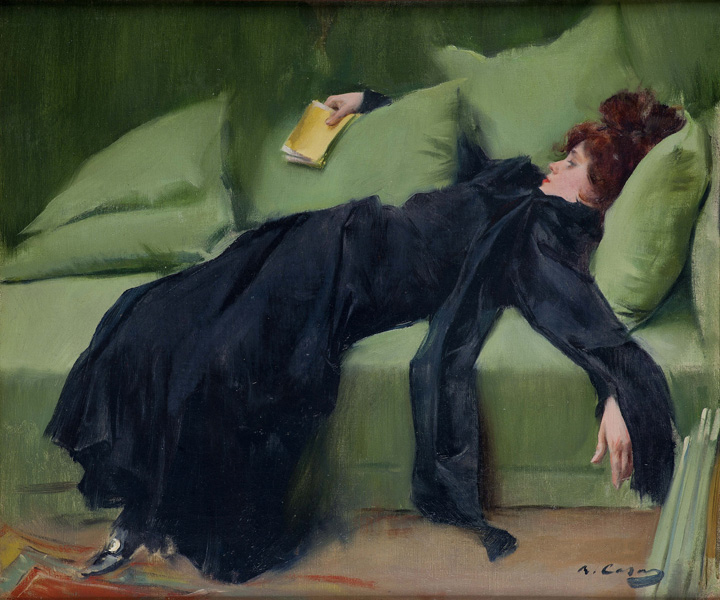
Jove decadent
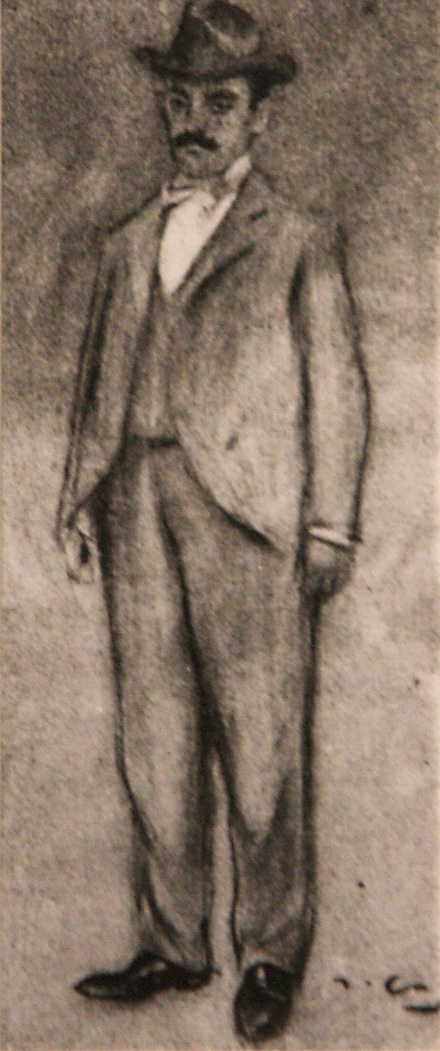
Pere Coromines i Montanya
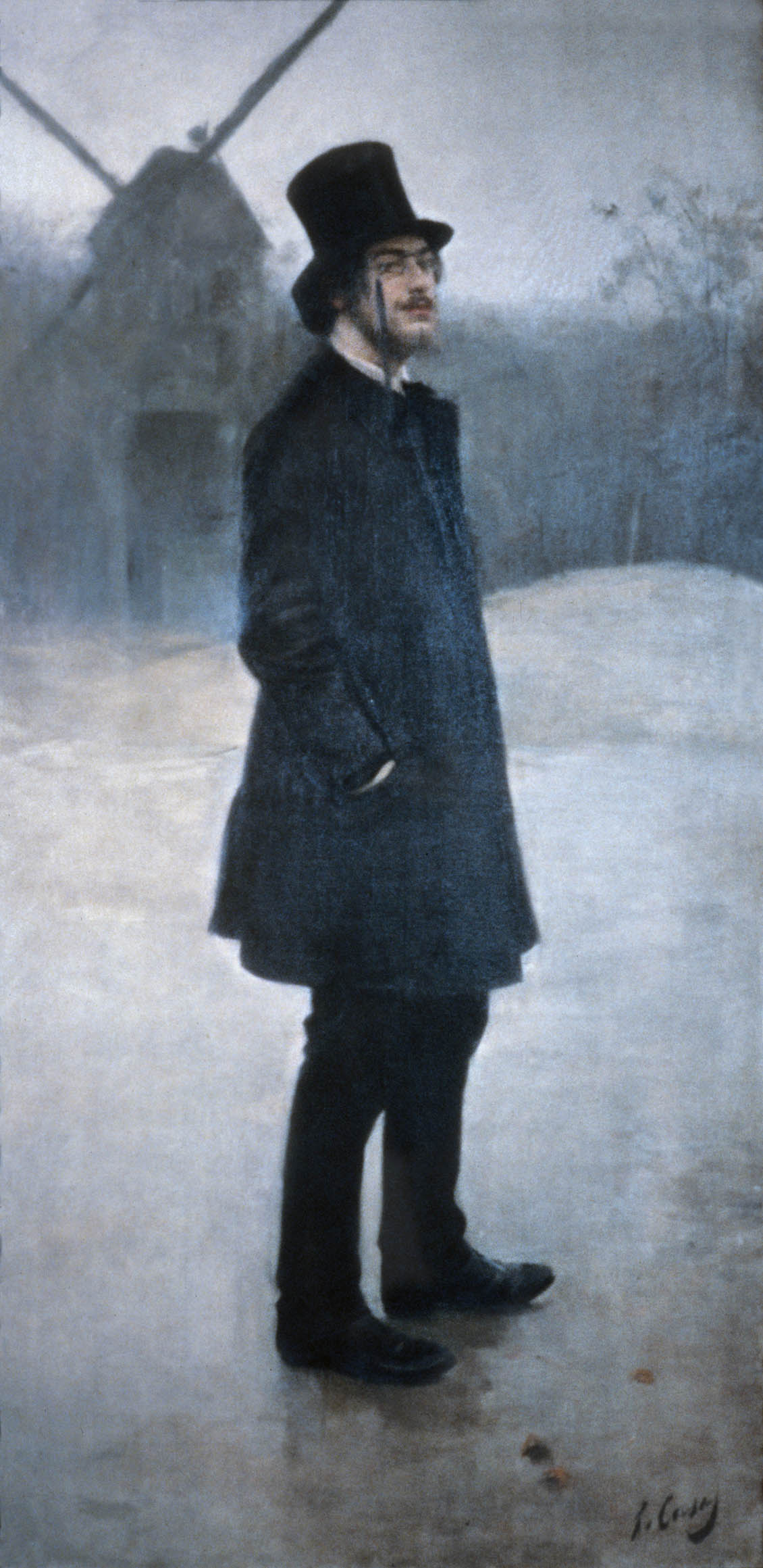
Ritratto di Erik Satie